# رابرت مک‌کیم (بازیگر)
رابرت مک‌کیم (انگلیسی: Robert McKim; ۲۶ اوت ۱۸۸۶ – ۴ ژوئن ۱۹۲۷) هنرپیشه اهل ایالات متحده آمریکا بود.
از فیلم‌ها یا برنامه‌های تلویزیونی که وی در آن نقش داشته‌است می‌توان به خفاش، لولاهای جهنم، جزیره اسرارآمیز و هالیوود اشاره کرد.